# Renault Zoé
Renault Zoé (укр. Рено Зое) — електромобіль французького автовиробника Renault представлений на Паризькому автосалоні 2010 року як концепт-кар для попереднього перегляду (версія на 95 % близька до остаточної моделі) і в його остаточному варіанті на Женевському автосалоні 2012 року.
Він випускається в передмісті Парижа, на заводі Renault у Флінсі.

## ZE

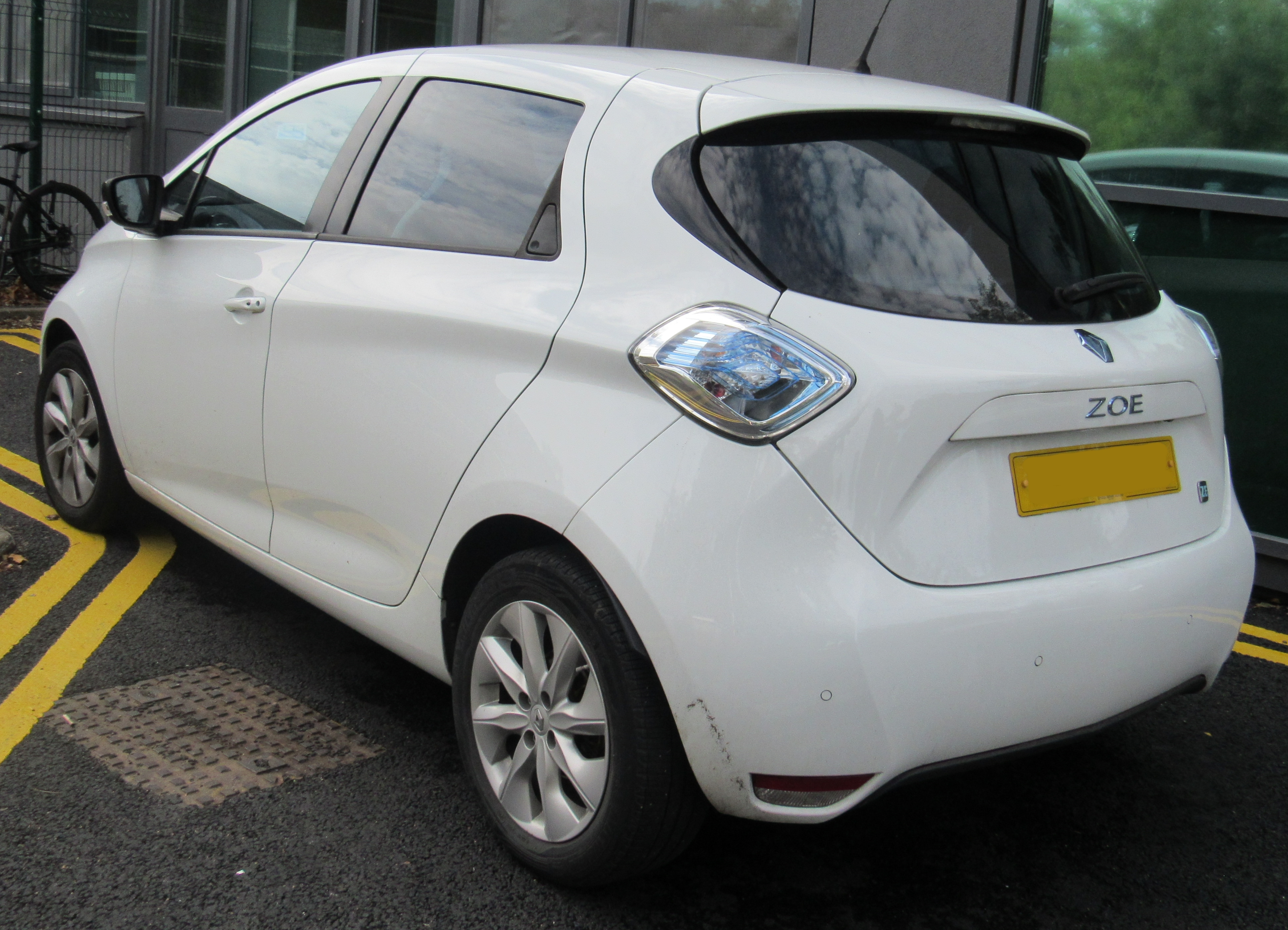
Renault Zoé (2012—2019)

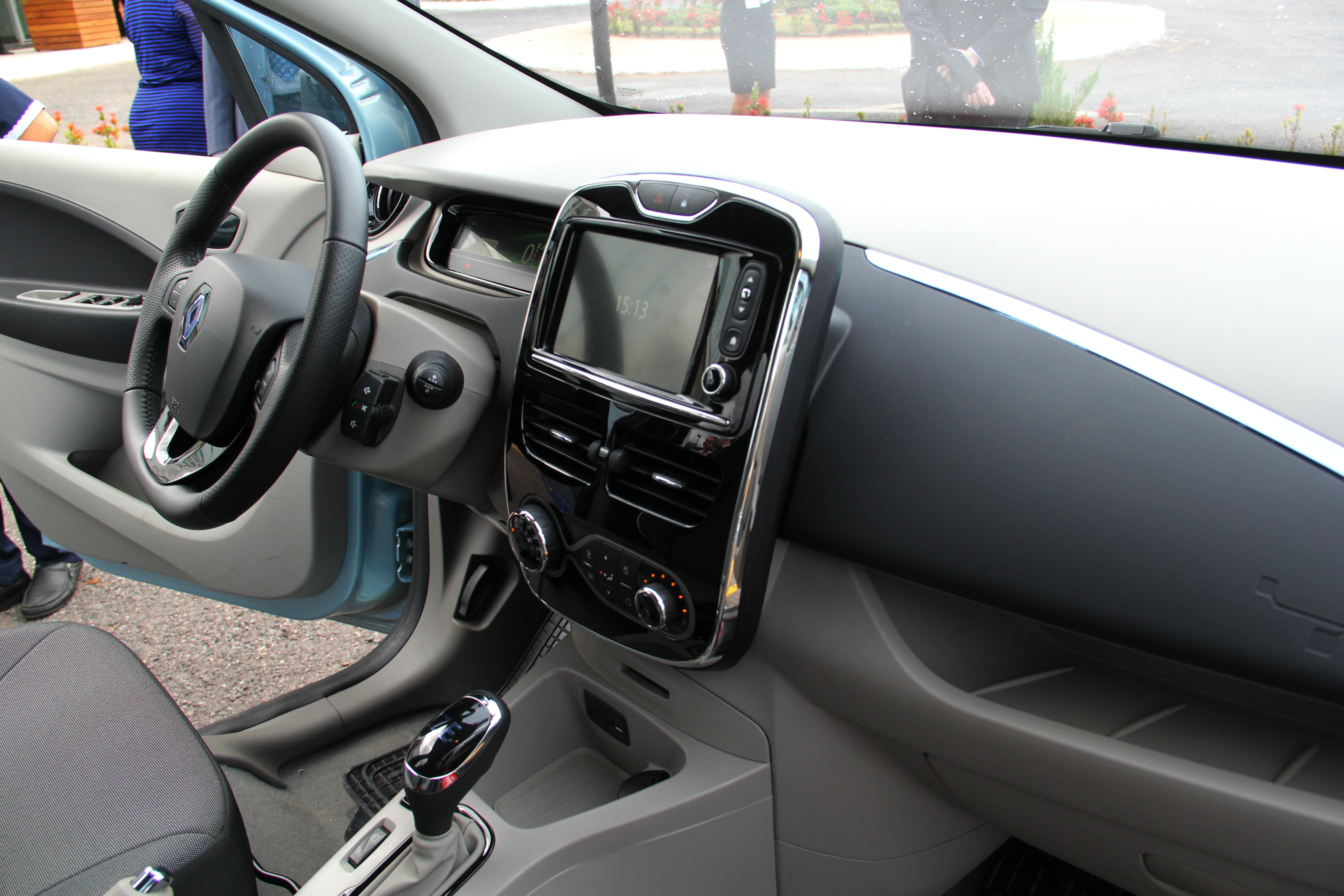
Салон Renault Zoé

Renault Zoé оснащений електромотором Continental (Q210) потужністю 88 к. с. (65 кВт) 220 Н·м та досягає максимальної швидкості 135 км/год. Максимальний пробіг при наявності акумулятора місткістю 22 кВт·год досягає 210 км. У порівнянні з іншими електромобілями такий високий результат досягнуто через використання численних технологій рекуперації енергії. Розроблені декілька систем заряджання акумулятора потужністю до 43 кВт. При максимальній потужності зарядного пристрою за 30 хвилин акумулятор заряджається на 80 %. У звичайній мережі повний цикл зарядки триває 6—9 годин.
Запропонована ціна для ЄС сягає 20 600 євро, у яку не входить комплектація акумулятором. Його можна брати на прокат за 79 € на місяць. Автомобіль можна замовити починаючи з вересня 2012 року.
За перший рік у Франції було відвантажено 5511 автомобілів, що зробило його найбільш продаваним електроавтомобілем з 2010 року. У січні 2014 року було продано десятитисячний Renault Zoé у світі, причому більша частина з них у Європі.
У березні 2015 року дебютувала версія з двигуном R240 потужністю 88 к. с. (65 кВт) 220 Н·м та досягає максимальної швидкості 135 км/год. Максимальний пробіг при наявності акумулятора місткістю 22 кВт·год досягає 240 км.

## ZE-40
З січня 2017 року представлена модернізована версія з акумуляторами місткістю 41 кВт·год. Ця модель стала ще популярнішою через ще краще співвідношення «ціна-дальність». Відтепер у Zoe базовим став електромотор потужністю 77 к. с. (210 Н·м), позначений як R75, а ще два старших з індексом R90 або Q90. Число вказує на рівень потужності. Фактично R90 розвиває 92 к. с., а Q90 — 88 к. с. (обоє видають 220 Н·м крутного моменту). Ключова різниця між ними — штатний зарядний пристрій. На R90 він здатний заряджати батарею потужністю до 22 кВт, а на Q90 — до 41 кВт. Відповідно, модель із буквою Q заряджається набагато швидше. Електромотор, застосований на Q90, менш ефективний, і запас ходу з ним становить лише 370 км в циклі NEDC. R90 може проїхати 403 км в циклі NEDC.
У березні 2018 року на автосалоні в Женеві представили модернізовану модель. Замість двигуна R90 на електрокарі Zoe з'явиться двигун R110 потужністю 108,8 к. с. і 225 Н·м. Батарея у Zoe залишилася на рівні 41 кВт·год. Також заявлено, що Zoe R110 буде першим електрокаром марки, який пройде сертифікацію за всесвітнім стандартом гармонізованого циклу WLTP. За попередніми оцінками, запас ходу хетчбека в цьому циклі складе 300 км.
Renault Zoé 2018 модельного року оснащується мультимедійною системою R-LINK Evolution із підтримкою Android Auto, яка дозволяє відображати на мультимедійному екрані автомобіля мобільні застосунки Android, які підходять для роботи під час руху (включаючи Waze, Deezer, Spotify, TuneIn, Skype, Messenger, Audible і багато інших програм, доступних у Google Play Store).

## ZE-50

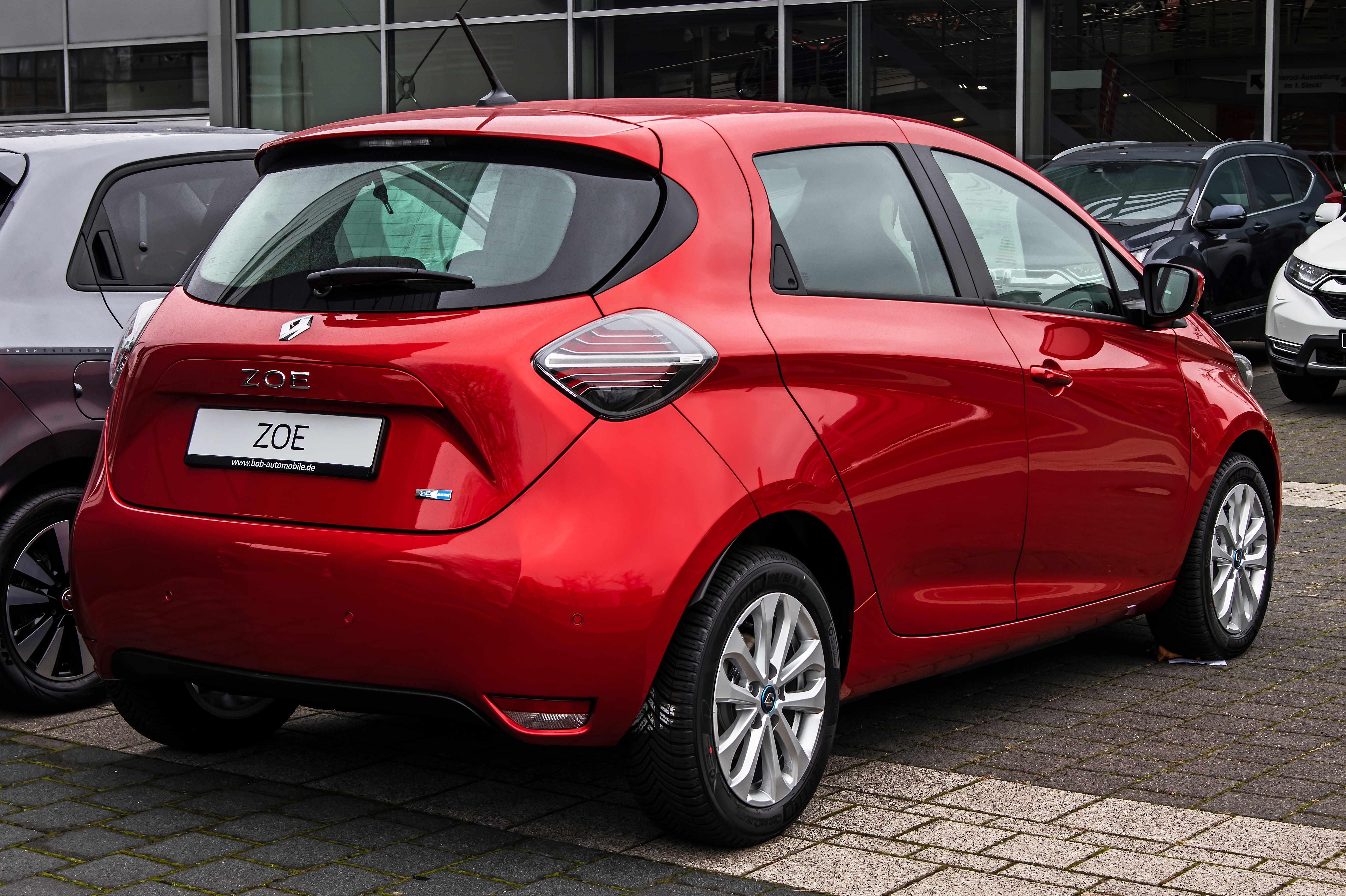
Renault Zoé (з 2019)

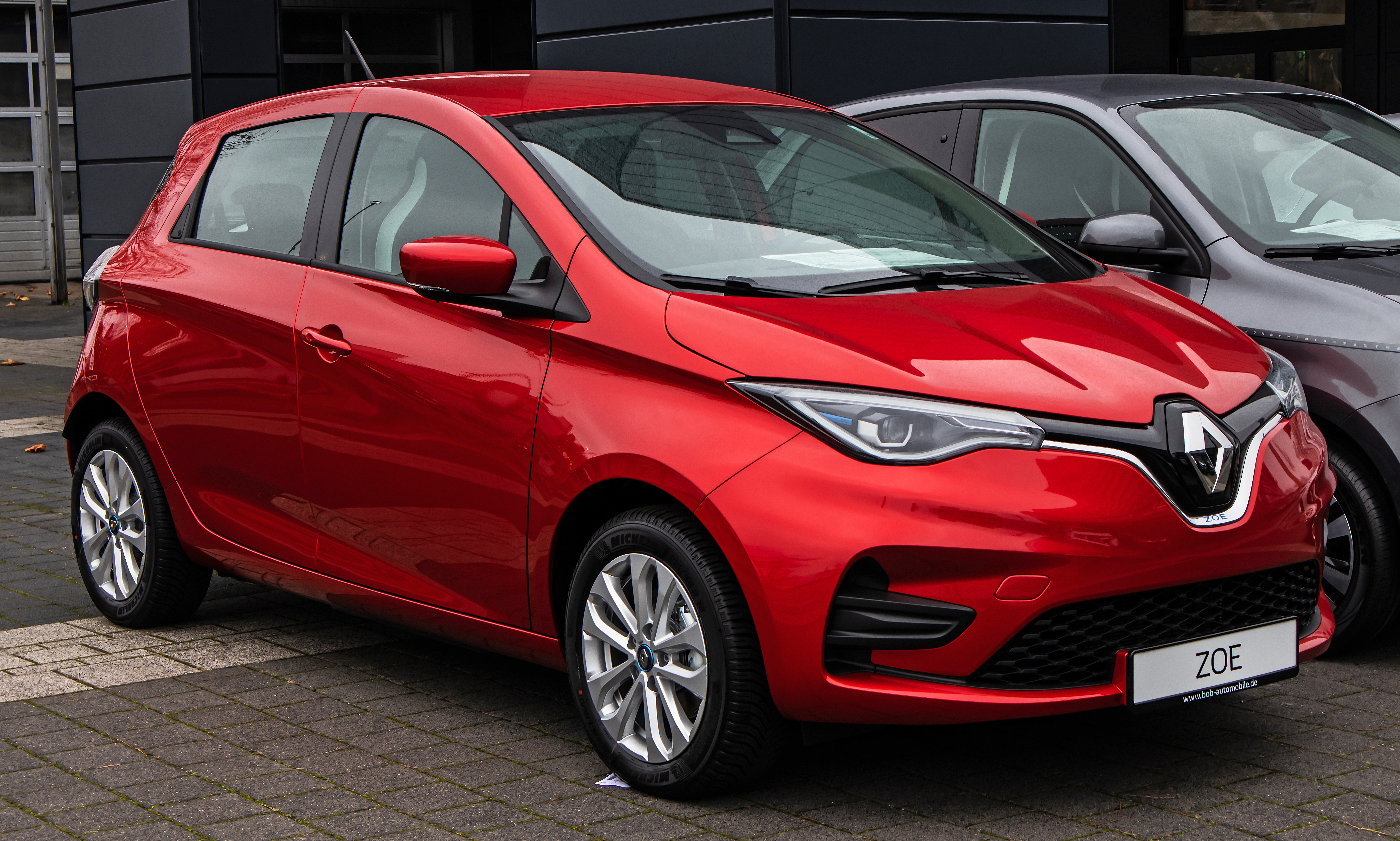
Renault Zoé (з 2019)

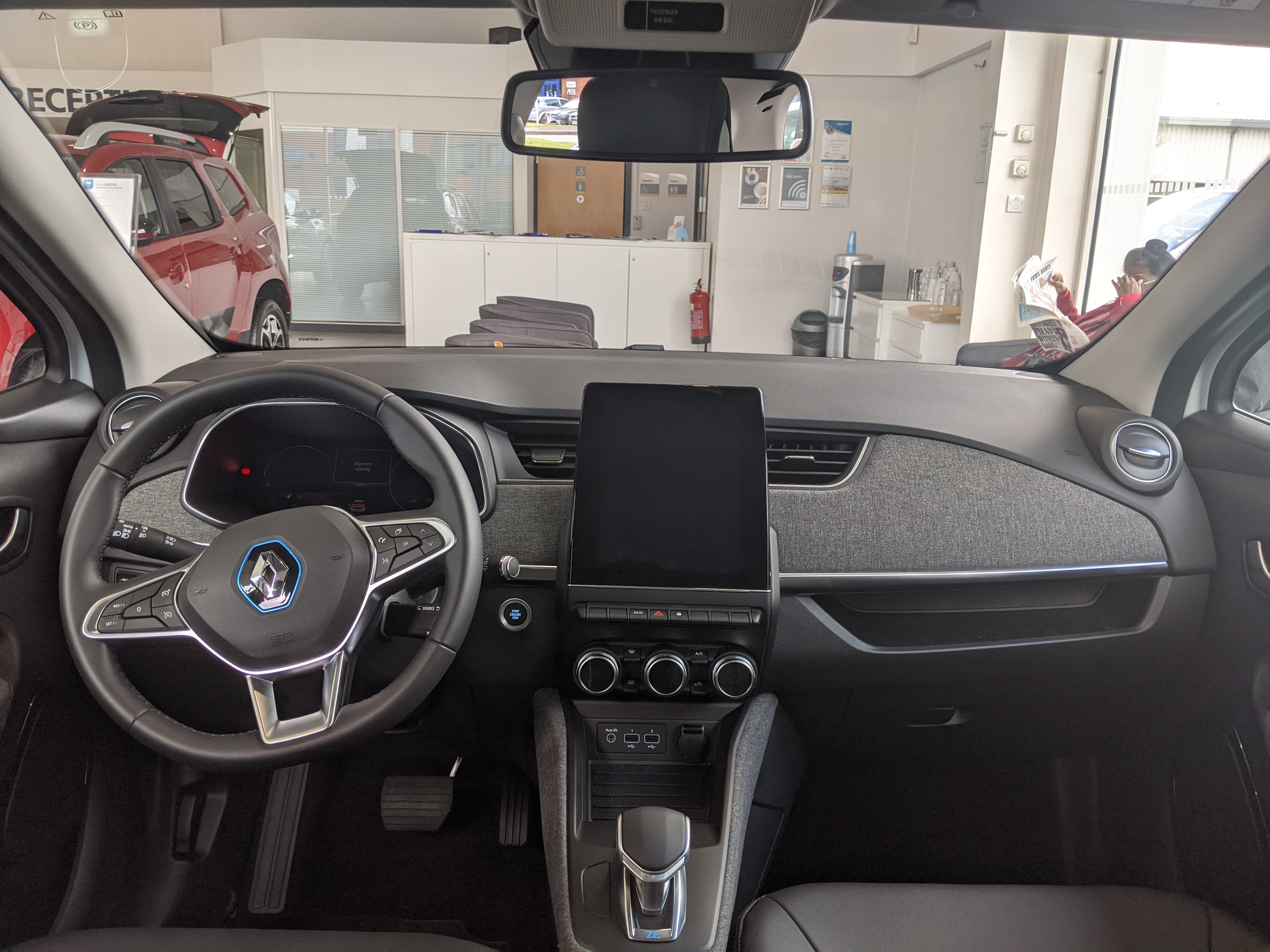
Renault Zoé (з 2019)

У червні 2019 року Renault анонсував нову Zoe з батареєю на 52 кВт·год, збільшивши дальність до 395 км (245 миль) згідно з циклом WLTP. Поставляється хетчбек з електродвигуном R135 потужністю 135 к. с. 245 Н·м і швидшою зарядкою, що забезпечує можливість постійного струму 50 кВт.

## Заряджання
Для заряджання використовується з'єднувач Mennekes (Type 2). Зарядка Renault Zoe 2022 від побутової мережі займає біля 8 годин.

## Акумулятор
Спочатку акумулятор для Renault Zoé мав постачатися корпорацією Nissan і бути ідентичним встановленому у Nissan Leaf. Проте у липні 2012 року плани Renault змінилися і постачальником акумулятора стала LG Group. Причини зміни постачальника не повідомлялися. Ця зміна постачальника вплинула на час серійного випуску авто на ринок, оскільки бортова електроніка автомобіля потребує додаткових змін комп'ютерних програм.

## Безпека
За результатами краш-тестів Zoe отримав п'ять зірок за безпеку в рейтингу Euro NCAP 2013 року.
Базовий Renault Zoe 2020 року оснащений системами екстреного гальмування, попередження про вихід зі смуги руху, допомоги в утриманні смуги, розпізнавання дорожніх знаків і моніторингом сліпих зон. Також в новому Renault ZOE звичне ручне гальмо замінили електронним аналогом.

## У мотоспорті
3 автомобілі ZOE брали участь у п'ятому ZENN (англ. Zero Emission No Noise) Ралі Монтекарло, проведеному з 21 по 23 березня 2014 року. В основній кваліфікації автомобіль фінішував першим.

## Продажі
Renault Zoé — один з найпопулярніших електромобілів у Франції та Європі, проте не дуже популярний в Україні (в Україні найпопулярніша модель зі значним відривом від інших автомобілів — Nissan Leaf). Станом на червень 2016 року у світі продано 50 000 автомобілів. Більшість автомобілів були продані на європейському ринку, причому найбільше зі значним відривом — у Франції. Держава у Франції дуже сприяє покупці електромобіля — можна отримати компенсацію в 6000 євро за придбання електромобіля і додатково 4000 євро, якщо продати старий дизельний автомобіль. Крім того, для працівників автозаводу ще діє ряд пільг, у тому числі — безкоштовне заряджання на заводі.
За січень — листопад 2019 року в Україні придбали 272 автомобілі Renault Zoé з-поміж майже 7 тисяч придбаних електрокарів (головним чином тих, що були у вжитку). Це 6-й результат.
У Франції ціна на Zoe із батареєю місткістю 41 кВт починається із 23 600 € (без врахування знижок від французького уряду), в Україні подібна модель буде[коли?] коштувати 33 000 €.
| Продажі Renault Zoe 2012—2016                                                              | Продажі Renault Zoe 2012—2016 | Продажі Renault Zoe 2012—2016 | Продажі Renault Zoe 2012—2016 | Продажі Renault Zoe 2012—2016 | Продажі Renault Zoe 2012—2016 | Продажі Renault Zoe 2012—2016 |
| Країна                                                                                     | Всього                        | 2016                          | 2015                          | 2014                          | 2013                          | 2012                          |
| ------------------------------------------------------------------------------------------ | ----------------------------- | ----------------------------- | ----------------------------- | ----------------------------- | ----------------------------- | ----------------------------- |
| Франція                                                                                    | 33,391                        | 11,402                        | 10,406                        | 5,970                         | 5,511                         | 48                            |
| Німеччина                                                                                  | 7,109                         | 2,805                         | 1,787                         | 1,498                         | 1,019                         |                               |
| Швейцарія                                                                                  | 1,607                         | 406                           | 478                           | 381                           | 342                           |                               |
| Норвегія                                                                                   | 3,885                         | 1,818                         | 1,634                         | 433                           |                               |                               |
| Нідерланди                                                                                 | 1,205                         | 183                           | 223                           | 252                           | 547                           |                               |
| Австрія                                                                                    | 1,864                         | 829                           | 279                           | 387                           | 369                           |                               |
| Швеція                                                                                     | 1,002                         | 418                           | 378                           | 204                           |                               |                               |
| Італія                                                                                     | 894                           | 210                           | 326                           | 155                           | 203                           |                               |
| Велика Британія                                                                            | 5,001                         | 1,647                         | 1,971                         | 1,104                         | 252                           |                               |
| Іспанія                                                                                    | 1,229                         | 446                           | 312                           | 289                           | 182                           |                               |
| Данія                                                                                      | 1,179                         | 612                           | 330                           | 145                           | 92                            |                               |
| Бельгія                                                                                    | 438                           | 210                           | 33                            | 110                           | 85                            |                               |
| Португалія                                                                                 | 356                           | 170                           | 153                           | 34                            |                               |                               |
| Всього по роках                                                                            | 61,205                        | 22,009                        | 18,931                        | 11,323                        | 8,874                         | 68                            |
| Всього разом                                                                               | 122,410                       | 122,410                       | 122,410                       | 122,410                       | 122,410                       | 122,410                       |
| Примітки: (1) Глобальний річний збут включає легкові автомобілі та їх комерційний варіант. |                               |                               |                               |                               |                               |                               |